# Erwin Lemmens
Erwin Lemmens (ur. 12 maja 1976 w Brukseli) – piłkarz belgijski grający na pozycji bramkarza. 2 razy wystąpił w reprezentacji Belgii.

## Kariera klubowa
Karierę piłkarską Lemmens rozpoczynał w klubie KSK Beveren. W 1995 roku awansował do kadry pierwszej drużyny i wtedy też zadebiutował w jej barwach w pierwszej lidze belgijskiej. Przez pierwsze dwa sezony był rezerwowym, a w sezonie 1997/1998 stał się pierwszym bramkarzem Beveren, w którym grał do końca sezonu 1998/1999.
Latem 1999 roku Lemmens przeszedł do hiszpańskiego Racingu Santander. W Primera División zadebiutował 25 września 1999 w przegranym 0:2 wyjazdowym meczu z Atlético Madryt. W 2001 roku spadł z Racingiem do Segunda División, a w 2002 roku powrócił do Primera División.
W 2003 roku Lemmens odszedł do Espanyolu Barcelona, w którym po raz pierwszy wystąpił 30 sierpnia 2003 w meczu z Realem Sociedad, w którym padł remis 1:1. W sezonie 2003/2004 był podstawowym bramkarzem Espanyolu, jednak w następnym przegrał rywalizację z Kameruńczykiem Idrissem Carlosem Kamenim. W 2005 roku odszedł więc do Olympiakosu Pireus, ale nie rozegrał żadnego spotkania w lidze greckiej będąc dublerem Andoniosa Nikopolidisa.
Jesienią 2006 Lemmens został bez klubu, a na początku 2007 roku przeszedł do holenderskiego RKC Waalwijk i zadebiutował w nim 10 lutego 2007 w wygranym 2:0 domowym meczu z Heraclesem Almelo. W Eredivisie rozegrał 10 meczów.
Latem 2007 Lemmens wrócił do Belgii i został piłkarzem FCV Dender EH. Swój debiut w nim zaliczył 4 sierpnia 2007 w meczu z Germinalem Beerschot (1:2). Pod koniec sezonu doznał kontuzji i przez cały sezon 2008/2009 był bez klubu. Od 2009 do 2010 roku grał w KSK Beveren. W 2010 roku klub ten zbankrutował, a Lemmens zakończył karierę.
| Sezon   | Klub             | Kraj      | Rozgrywki        | Mecze | Bramki |
| ------- | ---------------- | --------- | ---------------- | ----- | ------ |
| 1995/96 | KSK Beveren      | Belgia    | Eerste Klasse    | 2     | 0      |
| 1996/97 | KSK Beveren      | Belgia    | Tweede Klasse    | 2     | 0      |
| 1997/98 | KSK Beveren      | Belgia    | Eerste Klasse    | 18    | 0      |
| 1998/99 | KSK Beveren      | Belgia    | Eerste Klasse    | 31    | 0      |
| 1999/00 | Racing Santander | Hiszpania | Primera División | 17    | 0      |
| 2000/01 | Racing Santander | Hiszpania | Primera División | 5     | 0      |
| 2001/02 | Racing Santander | Hiszpania | Segunda División | 33    | 0      |
| 2002/03 | Racing Santander | Hiszpania | Primera División | 27    | 0      |
| 2003/04 | RCD Espanyol     | Hiszpania | Primera División | 29    | 0      |
| 2004/05 | RCD Espanyol     | Hiszpania | Primera División | 0     | 0      |
| 2005/06 | Olympiakos SFP   | Grecja    | Alpha Ethniki    | 0     | 0      |
| 2006/07 | RKC Waalwijk     | Holandia  | Eredivisie       | 10    | 0      |
| 2007/08 | FCV Dender EH    | Belgia    | Eerste Klasse    | 14    | 0      |
| 2009/10 | KSK Beveren      | Belgia    | Tweede Klasse    | 32    | 0      |

## Kariera reprezentacyjna
Swoje pierwsze powołanie do reprezentacji Belgii Lemmens otrzymał w 1999 roku od selekcjonera Georges'a Leekensa na mecz z Grecją (0:1), jednak nie zagrał w nim. W kadrze narodowej zadebiutował 5 lat później, 31 marca 2004 roku w przegranym 0:3 towarzyskim spotkaniu z Niemcami. Łącznie w kadrze narodowej zagrał 2 razy.
| Mecze i gole w reprezentacji | Mecze i gole w reprezentacji | Mecze i gole w reprezentacji | Mecze i gole w reprezentacji | Mecze i gole w reprezentacji | Mecze i gole w reprezentacji | Mecze i gole w reprezentacji |
| #                            | Data                         | Stadion                      | Rywal                        | Wynik                        | Gol                          | Rozgrywki                    |
| 2004                         | 2004                         | 2004                         | 2004                         | 2004                         | 2004                         | 2004                         |
| ---------------------------- | ---------------------------- | ---------------------------- | ---------------------------- | ---------------------------- | ---------------------------- | ---------------------------- |
| 1.                           | 31.03.2004                   | Kolonia, Niemcy              | Niemcy                       | 0:3                          | 0                            | towarzyski                   |
| 2.                           | 29.05.2004                   | Eindhoven, Holandia          | Holandia                     | 1:0                          | 0                            | towarzyski                   |